# Susan Krumins
Susan Krumins (née Kuijken le 8 juillet 1986 à Nimègue) est une athlète néerlandaise, spécialiste des courses de fond.

## Biographie
Lors des Championnats d'Europe d'athlétisme 2014, elle remporte la médaille de bronze en 5 000 m.
Le 9 juillet 2016, Susan Kuijken échoue au pied du podium du 5 000 m des Championnats d'Europe d'Amsterdam en 15 min 23 s 87, son meilleur temps de la saison.
Le 8 août 2018, dans la forte chaleur du stade olympique de Berlin pour les championnats d'Europe de Berlin, elle remporte la médaille d'argent du 10 000 m dans la souffrance, en 31 min 52 s 55, derrière l'Israélienne Lonah Chemtai Salpeter (31 min 43 s 29),. Quatre jours plus tard, elle termine à la 5e place de la finale du 5 000 m en 15 min 09 s 65, remportée par sa compatriote Sifan Hassan.
Elle se classe 7e des championnats du monde 2019 à Doha sur 10 000 m en 31 min 05 s 71, record personnel.

## Palmarès
| Date | Compétition                            | Lieu           | Résultat | Épreuve       | Temps          |
| ---- | -------------------------------------- | -------------- | -------- | ------------- | -------------- |
| 2003 | Fest. olympique de la jeunesse euro.   | Paris          | 3e       | 1 500 m       | 4 min 30 s 70  |
| 2013 | Championnats du monde                  | Moscou         | 8e       | 5 000 m       | 15 min 14 s 70 |
| 2014 | Championnats d'Europe                  | Zurich         | 3e       | 5 000 m       | 15 min 32 s 82 |
| 2014 | Coupe continentale                     | Marrakech      | 3e       | 3 000 m       | 9 min 01 s 41  |
| 2015 | Championnats du monde                  | Pékin          | 8e       | 5 000 m       | 15 min 08 s 00 |
| 2015 | Championnats du monde                  | Pékin          | 10e      | 10 000 m      | 31 min 54 s 32 |
| 2016 | Championnats d'Europe                  | Amsterdam      | 4e       | 5 000 m       | 15 min 23 s 87 |
| 2016 | Jeux olympiques                        | Rio de Janeiro | 8e       | 5 000 m       | 15 min 00 s 69 |
| 2016 | Jeux olympiques                        | Rio de Janeiro | 14e      | 10 000 m      | 31 min 32 s 43 |
| 2017 | Championnats d'Europe par équipes      | Lille          | 4e       | 3 000 m       | 9 min 03 s 16  |
| 2017 | Championnats du monde                  | Londres        | 8e       | 5 000 m       | 14 min 58 s 33 |
| 2017 | Championnats du monde                  | Londres        | 5e       | 10 000 m      | 31 min 20 s 24 |
| 2018 | Championnats d'Europe                  | Berlin         | 6e       | 5 000 m       | 15 min 09 s 65 |
| 2018 | Championnats d'Europe                  | Berlin         | 2e       | 10 000 m      | 31 min 52 s 55 |
| 2018 | Championnats d'Europe de cross-country | Tilburg        | 4e       | Cross-country | 26 min 16 s    |
| 2019 | Championnats du monde                  | Doha           | 7e       | 10 000 m      | 31 min 05 s 40 |
| 2021 | Jeux olympiques                        | Tokyo          | —        | 10 000 m      | DNF            |

## Records
| Épreuve  | Temps          | Lieu           | Date              |
| -------- | -------------- | -------------- | ----------------- |
| 1 500 m  | 4 min 02 s 25  | Berlin         | 27 août 2017      |
| 3 000 m  | 8 min 34 s 41  | Birmingham     | 20 août 2017      |
| 5 000 m  | 14 min 53 s 35 | Heusden-Zolder | 22 juillet 2017   |
| 10 000 m | 31 min 5 s 40  | Doha           | 28 septembre 2019 |